# Вайсс, Майкл
Майкл Вайсс (англ. Michael Weiss; род. 2 августа 1976, Вашингтон, США) — бывший фигурист из США, бронзовый призёр чемпионатов мира 1999 и 2000 годов, трёхкратный чемпион США, чемпион (1994 год) и вице-чемпион мира (1993 год) среди юниоров 1994 года в мужском одиночном катании, многократный призёр национальных чемпионатов.

## Спортивные достижения
| Соревнования/Сезоны           | 1993 | 1994 | 1995 | 1996 | 1997 | 1998 | 1999 | 2000 | 2001 | 2002 | 2003 | 2004 | 2005 | 2006 |
| ----------------------------- | ---- | ---- | ---- | ---- | ---- | ---- | ---- | ---- | ---- | ---- | ---- | ---- | ---- | ---- |
| Зимние Олимпиады              |      |      |      |      |      | 7    |      |      |      | 7    |      |      |      |      |
| Чемпионаты мира               |      |      |      |      | 7    | 6    | 3    | 3    |      | 6    | 5    | 6    |      |      |
| Чемпионат четырёх континентов |      |      |      |      |      |      |      |      | 3    |      |      |      |      | 9    |
| Чемпионаты мира среди юниоров | 2    | 1    |      |      |      |      |      |      |      |      |      |      |      |      |
| Чемпионаты США                |      | 8    | 6    | 5    | 2    | 2    | 1    | 1    | 4    | 3    | 1    | 2    | 5    | 4    |